# Timbres de France 2014
 (octobre 2014).
En 2014, les timbres de France sont émis par La Poste. Cet article est un récapitulatif des émissions philatéliques de la France pour l'année 2014, avec date de sortie et caractéristiques principales,.

## Généralités
Les émissions portent la mention « France - La Poste » (pays - émetteur) et une valeur faciale libellée en euro (€). Une lettre grecque, « φ », apparaît sur tous les timbres commémoratifs.

### Timbre d'usage courant
Le timbre d'usage courant en vigueur pour l'année 2014 est la Marianne de la Jeunesse.

### Tarifs
Ces tarifs ne prennent pas en compte les courriers recommandés.

#### Tarifs intérieur
La « lettre verte » est un courrier rapide mais plus économique et écologique, n'utilisant pas l'avion par exemple.
Tarifs en vigueur à partir du 1er janvier 2014.
| Poids        | Tarifs prioritaires 2014 | Tarifs « lettre verte » 2014 |
| ------------ | ------------------------ | ---------------------------- |
| - 20 g       | 0,66 €                   | 0,61 €                       |
| 20 à 50 g    | 1,10 €                   | 1,02 €                       |
| 50 à 100 g   | 1,65 €                   | 1,55 €                       |
| 100 à 250 g  | 2,65 €                   | 2,45 €                       |
| 250 à 500 g  | 3,55 €                   | 3,30 €                       |
| 500 g à 1 kg | 4,65 €                   | 4,35 €                       |
| 1 à 2 kg     | 6,00 €                   | 5,65 €                       |
| 2 à 3 kg     | 7,00 €                   | 6,55 €                       |

#### Tarifs extérieurs
- Zone 1 : Union européenne et Suisse
- Zone 2 : reste du Monde[4]

| Poids        | Courrier international prioritaire zone 1 | Courrier international prioritaire zone 2 |
| ------------ | ----------------------------------------- | ----------------------------------------- |
| - 20 g       | 0,83 €                                    | 0,98 €                                    |
| 20 à 50 g    | 1,38 €                                    | 1,78 €                                    |
| 50 à 100 g   | 1,85 €                                    | 2,40 €                                    |
| 100 à 250 g  | 4,15 €                                    | 5,65 €                                    |
| 250 à 500 g  | 6,15 €                                    | 7,40 €                                    |
| 500 g à 1 kg | 8,80 €                                    | 10,85 €                                   |
| 1 à 2 kg     | 12,65 €                                   | 17,00 €                                   |
| 2 à 3 kg     | -                                         | 27,80 €                                   |

### Les événements «Premier Jour»
Les événements premier jour ont tous lieu à la boutique philatélique de la Poste, au carré d'encre à Paris. Certains de ces événements ont aussi lieu conjointement dans un endroit correspondant au thème du timbre.

## Janvier

### Dynamiques
Le 6 janvier, sous le titre de Dynamiques est émis un carnet de 12 timbres autocollants à validité permanente. Leur tarif est celui de la lettre prioritaire 20 g, c'est-à-dire 0,66 €. Ces 12 timbres représentent des lignes dynamiques, comme le mouvement tourbillonnant dans la nature, dans la construction, dans l'artisanat, dans l'art...
La technique d'impression est l'héliogravure. Leurs auteurs sont Sylvie Patte et Tanguy Besset.
Le format du carnet est de 25,6 × 5,4 cm. Il a été émis à 3 millions d'exemplaires.
Le format des timbres est de 3,8 × 2,4 cm, rectangulaire en mode paysage.
Les différentes images sur les timbres sont :
- un coquillage solarium,
- de la céramique d'Iznik,
- une spirographie,
- une rose rouge,
- un fossile d'ammonite,
- l'échangeur routier de Nanpu,
- un cerf-volant,
- le cyclone Ingrid,
- une coupe transversale d'un tronc de sapin,
- de la vannerie,
- le phare de la Coubre,
- un banc de barracudas.

### Cœur Baccarat
Le 8 janvier sont émis deux timbres en forme de cœur, rendant hommage à la maison Baccarat, la plus illustre manufacture de cristal au monde. Ces timbres sont émis en deux valeurs : un à 0,66 €, ce qui correspond au tarif lettre prioritaire - 20 g pour la France; et l'autre à 1,02 €, ce qui correspond au tarif « lettre verte » pour la France de 20 à 50 g.
Ils font partie de la série de timbres français Saint-Valentin.
Sur l'un des timbres, on peut voir une coupe en cristal, tandis que sur l'autre il s'agit d'un chandelier. L'impression est mixte, taille-douce et sérigraphie.
L'auteur est la maison Baccarat elle-même. La diffusion est de 690 000 exemplaires pour chacun de ces timbres.
Un bloc de cinq timbres au format 13,5 × 14,3 cm a été émis à 950 000 exemplaires pour celui à 0,61 €.
À noter que le 20 juin 2014, un bloc a été émis en série limitée (25 000 exemplaires). Ce bloc contient cinq timbres Baccarat avec un chandelier, mais avec la particularité d'avoir un saupoudrage de poudre de cristal. Ces timbres ont une valeur faciale de 3,00 € et ils ont été lancés au salon Planète Timbre 2014 à Paris.

### Anne de Bretagne

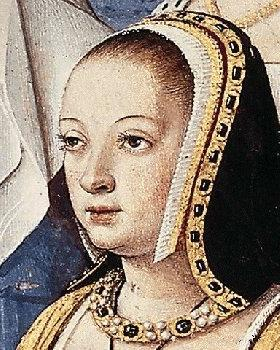
Anne de Bretagne

Le 13 janvier est émis un timbre commémoratif pour sur Anne de Bretagne, afin de célébrer les 500 ans de sa mort. Le timbre a une valeur faciale de 0,66 €, le tarif d'une lettre prioritaire de moins de 20 g.
Ce timbre carré de 3,8 × 3,8 cm est une réalisation du dessinateur/graveur Yves Beaujard. L'impression est en taille-douce.
La quantité émise est de 1 500 000 exemplaires.

### Féerie Astrologique
Le 20 janvier est émis un carnet de 12 timbres autocollants au tarif lettre verte, c'est-à-dire 0,61 € par timbre. Sur chaque timbre se trouve une représentation d'un des douze signes astrologiques.
Le format du carnet est de 23,4 × 7,4 cm, chaque timbre a une taille de 3,3 × 3,3 cm et se présente donc sous la forme d'un carré. La mise en page des timbres est l'œuvre de Valérie Besser. L’impression est en héliogravure.
La quantité émise est de 3 millions de carnets.

## Février

### Année du Cheval
Le 3 février, dans le cadre de la série du Nouvel An chinois, est émis un timbre à valeur faciale de 0,66 €, c'est-à-dire le tarif de la lettre prioritaire de moins de 20 g pour la France. Sur ce timbre est dessiné un cheval, mais également l'idéogramme chinois signifiant « cheval ».
Ce timbre a été émis sous deux formats :
- par bloc feuillet de 5, décorés selon le thème des signes de l'horoscope chinois. Ce bloc a été émis en 1 million d'exemplaires, ce qui correspond à 5 millions de timbres. Le format est de 16 × 14,3 cm[12].
- par bloc souvenir, d'un format de 21 × 10 cm avec un seul timbre au centre, émis à 45 000 exemplaires[13].

Ces blocs ont été dessinés par Li Zhongyao et mis en page par Aurélie Baras. La technique d’impression est l'héliogravure.

### Buste de César

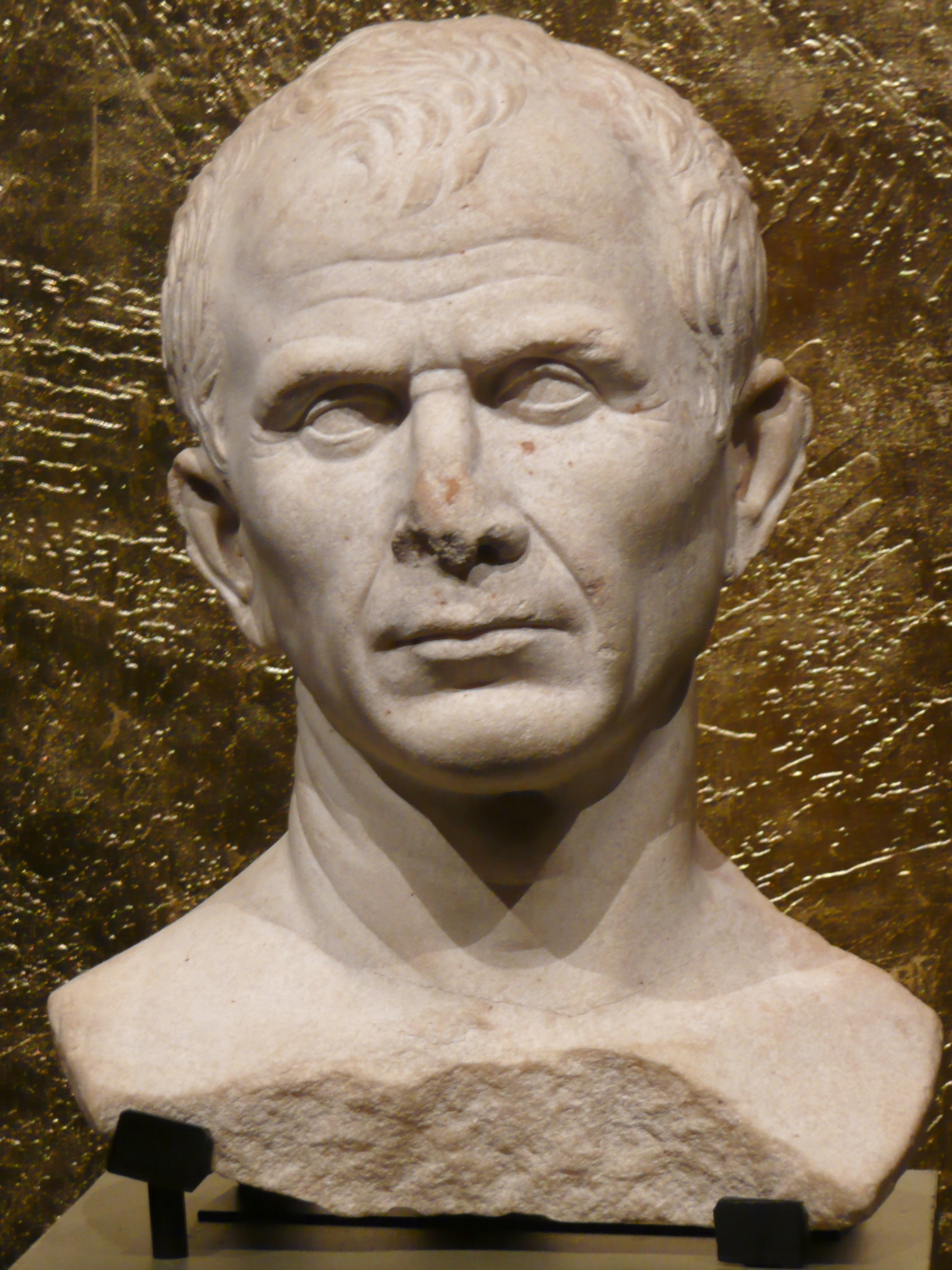
Le buste de César, sauvé du Rhône.

Le 17 février est émis un timbre représentant le buste de César retrouvé dans le Rhône en 2007. Sa valeur faciale est de 1,65 €, ce qui correspond à une lettre prioritaire pesant entre 50 et 100 grammes à destination de la France. L'auteur du timbre est Pierre Albuisson, d'après une photographie du buste situé au musée antique d'Arles. L’événement « premier jour » a eu lieu dans ce musée le 15 février.
Il a été émis à 1 million d'exemplaires. Son format est de 4 × 5,2 cm en portrait et l'impression en taille douce.

### Les vaches de nos régions
Le 24 février est émis un carnet de 12 timbres autocollants au tarif "lettre verte" pour un courrier de moins de 20 g à destination de la France. Ces timbres représentent chacun une vache de race typiquement française,. L'auteur du timbre est Mathilde Laurent et la technique d'impression l'héliogravure.
Ce carnet a été émis à 4 700 000 exemplaires. Son format est de 25,6 × 5,4 cm, et chaque timbre a un format de 3,8 × 2,4.
Les douze races de vaches présentes sur ces timbres sont les suivantes :
- la Bretonne pie noir,
- l'Armoricaine,
- la Béarnaise,
- la Maraîchine,
- la Mirandaise,
- la Villard de Lans,
- la Saosnoise,
- la Nantaise,
- la Bordelaise,
- la Lourdaise,
- la Casta,
- la Ferrandaise[20].

Une treizième est présente sur la couverture du carnet, il s'agit de la Froment du Léon.
L'événement premier jour a eu lieu le 22 février au Salon International de l’Agriculture (SIA) et au carré d'encre, à Paris.

## Mars

### Maxime Bruno Tokyo 04
Le 3 mars est émis un timbre représentant une photographie de Maxime Bruno, un photographe de 37 ans. On y voit la métropole de Tokyo, transformée grâce à un jeu de reflets. Cette image a été choisie par Fleur Pellerin, alors ministre déléguée aux PME, à l’Innovation et à l’Économie numérique.
Sa valeur faciale est de 1,65 €, ce qui correspond à une lettre prioritaire pesant entre 50 et 100 grammes à destination de la France.
Le format est de 5,2 × 4 cm, en mode paysage. Ce timbre a été émis à 1 million d'exemplaires et l'impression est en offset.

### Alexandre Glais-Bizoin 1800 – 1877
Le 17 mars est émis un timbre représentant Alexandre Glais-Bizoin, notamment connu pour être un défenseur la taxe postale unique pour le transport des lettres, quelle que soit la distance parcourue.
Sa valeur faciale est celle de la lettre prioritaire de moins de 20 g à destination de la France, c'est-à-dire 0,66 €.
Son format est de 4 × 3 cm, en mode paysage. Son auteur est Pierre Albuisson et l'impression est en taille-douce. La quantité émise est de 1 500 000 exemplaires.

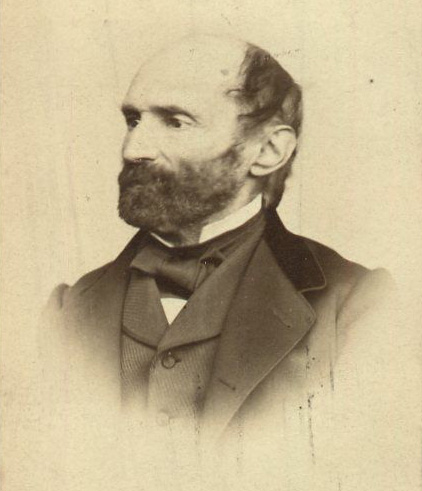
Alexandre Glais-Bizoin.

L'événement premier jour a eu lieu à Paris au « Carré d'encre », à Saint-Brieuc et Quintin (Côtes-d'Armor) le 15 mars.

### Les chemins de Saint-Jacques-de-Compostelle
Le 17 mars, dans le cadre de la série Les Chemins de Saint-Jacques-de-Compostelle, est émis un bloc de 4 timbres avec une valeur faciale de 0,83 € pour chacun d'eux, ce qui correspond à un envoi de moins de 20 g dans la zone Europe. Ces timbres représentent certains chemins célèbres de Saint-Jacques-de-Compostelle : via Podiensis, via Turonensis, via Lemovicensis et via Tolosana.
Les monuments représentés sur les timbres sont les suivants :
- pour via Podiensis : l'abbatiale Saint-Pierre de Moissac représentée depuis l'intérieur de son cloître,
- via Turonensis : le porche de l'hôpital des Pèlerins de la ville de Pons,
- via Lemovicensis : la cathédrale de Bazas,
- via Tolosana : la cathédrale Sainte-Marie d'Auch.

Le fond du bloc est composé d'éléments d'art roman.
Le format du bloc est de 14,3 × 10,5 cm, et chaque timbre a un format de 4,0 × 2,8 cm en mode paysage. Le dessinateur est Noëlle Le Guillouzic, le graveur Claude Jumelet et la mise en page est de Valérie Besser. Le bloc a été émis à 700 000 exemplaires, ce qui correspond à 2,8 millions de timbres au total. L'impression est mixte : offset et taille-douce.
L'événement premier jour a eu lieu à Paris au «Carré d'encre», à Moissac (Tarn-et-Garonne), Pons (Charente-Maritime), et Bazas (Gironde) le 14 mars.

### Les Ours
Le 24 mars est émis un bloc de 4 timbres au tarif de 0,61 € par timbre, c'est-à-dire celui de la lettre verte de moins de 20 g pour la France, représentant quatre espèces d'ursidés en danger d’extinction :
- un panda géant,
- un ours andin,
- un ours Kermode,
- un ours polaire[32].

Les quatre animaux sont disposés en équilibre l'un sur l'autre et sur un fond de bloc rouge vif, signifiant leur fragilité face à l'homme et leur besoin de protection.
Le timbre Panda géant est le seul à être vendu en feuillet, avec 1 million d'exemplaires.
La quantité émise est de 100 000 blocs, et donc 400 000 timbres au total. Le bloc a un format de 11 × 16 cm, et chaque timbre mesure 4 × 3 cm avec une disposition en format paysage. Le dessinateur est Olivier Tallec et la mise en page est de Aurélie Baras. L'impression est en héliogravure.
L’événement premier jour a eu lieu le 21 mars à Paris au «Carré d'Encre» et à Saint-Aignan-sur-Cher (Loir-et-Cher) dans le ZooParc de Beauval.

### Émission commune France-Chine (Paris-Nankin)
Le 28 mars sont émis deux timbres en émission commune avec la Chine, c'est-à-dire que la Chine a également émis ces timbres avec le même visuel mais avec une valeur faciale différente. Ces timbres ont été émis à l'occasion du 50e anniversaire des relations diplomatiques Franco-Chinoises. Les deux timbres sont les suivants :
- un premier, d'une valeur faciale de 0,66 €, c'est-à-dire l'affranchissement réglementaire pour une lettre de moins de 20 g pour la France, représente un paysage des rives de la rivière Qinhuai à Nanjing[37],[38],
- le second, d'une valeur faciale de 0,98 €, c'est-à-dire l'affranchissement réglementaire pour lettre de moins de 20 g à destination du monde entier, représente une vue de la Seine à Paris au niveau de l'île de la Cité[39],[40].

Ces deux timbres ont été dessinés et gravés par Yves Beaujard. Leur format est de 5,2 × 3,2 cm, en mode paysage, et ils ont été émis à 1,5 million d'exemplaires chacun. La technique d'impression est la taille-douce. L’événement premier jour a eu lieu le 27 mars à Paris au «Carré d'encre».
Une pochette collector regroupant les deux timbres Français et les deux timbres Chinois a également été produite.

### Joan Mitchell
Le 31 mars est émis un timbre rendant hommage à Joan Mitchell, peintre expressionnisme abstrait d'origine américaine qui vécut en France et y mourut en 1992. Sur ce timbre apparaît une de ses dernières œuvre, représentant un mélange de formes naturelles, comme une tige de fleur ou de l'écume de mer.
Sa valeur faciale est de 1,65 €, c'est-à-dire le tarif prioritaire pour une lettre à destination de la France pesant entre 50 et 100 g. Son format est de 4,0 × 5,2 cm, en mode portrait. L'impression est en offset, avec une quantité émise de 1 million d'exemplaires. La mise en page est de Valérie Besser.
L’événement premier jour a eu lieu le 28 mars à Paris au «Carré d'Encre».

## Avril

### Rafle des enfants d'Izieu
Le 7 avril est émis un timbre rendant hommage aux 70 ans de la rafle des Enfants d'Izieu. Ce timbre, où on aperçoit un groupe d'enfants ainsi que la mention « 6 juin 1944 », a une valeur faciale de 0,61 €, ce qui correspond au tarif lettre verte pour un pli de moins de 20 g a destination de la France.
La technique d'impression est mixte : offset et taille-douce. Le format de ce timbre est de 4 × 3 cm, en mode paysage. Le nombre d'exemplaires émis est de 1,5 million. Le dessinateur est Stéphane Humbert-Basset et le graveur Pierre Albuisson.
L'événement premier jour a eu lieu le 6 avril à Izieu et le lendemain à Paris au «Carré d'encre».

### Caroline Aigle
Le 7 avril est émis un timbre en l'honneur de Caroline Aigle (1974-2007), qui fut la première femme pilote de chasse brevetée de l'armée de l'air française en 1999. Sur ce timbre, on l'aperçoit ainsi qu'un Mirage 2000 sur lequel elle volait. La valeur faciale de ce timbre est de 3,55 €, ce qui correspond à une lettre prioritaire pesant jusqu'à 500 g à destination de la France.
L'impression est mixte, en taille-douce et en offset. Le format est de 5,2 × 3,1 cm, en format paysage. Le nombre d'exemplaires émis est de 1,2 million. Le dessinateur est Pierre-André Cousin et le graveur Pierre Albuisson.
L'événement premier jour a eu lieu le 5 avril à Montauban et à Paris au «Carré d'encre».

### Salon philatélique de printemps Clermont-Ferrand
Le 7 avril est émis un timbre un l'occasion du Salon philatélique de printemps qui eut lieu à Clermont-Ferrand. Sur ce timbre, on aperçoit l’intérieur de l'Opéra-Théâtre de Clermont-Ferrand, qui fut rouvert le 20 septembre 2013 après six ans de travaux. La valeur faciale est de 0,61 €, ce qui correspond à un pli prioritaire de moins de 20 g à destination de la France.
L'impression est en taille-douce, avec 1,5 million d'exemplaires produit. Le format est de 4,1 × 3 cm, en mode paysage. Le dessinateur et graveur est Claude Andréotto.
L'événement premier jour a eu lieu le 4 avril à Clermont-Ferrand et à Paris au «Carré d'encre».

### Ensemble, agissons pour préserver le climat
Le 7 avril, en rapport avec la semaine du développement durable qui se déroule chaque année du 1er au 7 avril, la Poste émet un carnet de douze timbres autocollant au tarif lettre verte. Chaque timbre représente un éco-geste qui s'inscrit dans le thème de « Consommer autrement » de la semaine du développement durable de l'année 2014. Cette série de timbres est réalisée en collaboration avec l'ADEME. Le format du carnet est de 25,5 × 5,4 cm et la quantité émise est de 3,6 millions. Les écogestes cités sur les timbres sont les suivants :
- vendre et acheter d’occasion ;
- éteindre les appareils en veille ;
- du bio dans nos assiettes ;
- fuite d'eau : vite signalée, vite réparée ;
- trions et recyclons le papier ;
- maîtrisons la température ambiante ;
- l'eau est précieuse, préservons-la ;
- pensons au covoiturage ;
- vive les transports en commun ! ;
- économisons l'énergie ;
- vive l'éco conduite ;
- trouvons une seconde vie à nos déchets.

Le format de chaque timbre est de 3,8 × 2,4 cm, imprimés en héliogravure, et les couleurs sont en quadrichromie. Le dessinateur est France Dumas.
L’événement premier jour a eu lieu le 3 avril à Paris au «Carré d'encre» et au Salon des Seniors du 3 avril 2014 au 6 avril 2014 au parc des expositions.

### Capitale européenne: Vienne
Le 22 avril, dans le cadre de sa série annuelle sur les capitales européennes, la Poste émet un bloc de quatre timbres sur la ville de Vienne, en Autriche. Le format du bloc est de 14,3 × 13,5 cm pour une émission de 650 000 exemplaires.
Les bâtiments que l'on peut apercevoir sur les timbres sont les suivants :
- le pavillon de la Sécession,
- le château du Belvédère,
- la Karlskirche (l'église Saint-Charles-Borromée),
- la Hofburg (résidence d'hiver des Habsbourg).

Sur le fond du bloc, on aperçoit des exemples artistiques typiques de la Sécession viennoise, un courant d'art de la fin du XIXe siècle. Par ailleurs, les bandes perforées des timbres se prolongent jusqu'aux bords du bloc afin de pouvoir détacher le fond du bloc en vignettes décoratives. L'impression est en héliogravure et les couleurs sont en quadrichromie. Le dessinateur est Stéphane Levallois et la mise en page est l'œuvre de Valérie Besser. Chaque timbre a une valeur faciale de 0,66 €, ce qui correspond au tarif d'une lettre prioritaire de moins de 20 g pour la France. Les formats des timbres sont de 3 × 4 cm et de 4 × 3 cm, deux en portraits et deux en paysage.
L’événement premier jour a eu lieu le 18 avril à Paris au « Carré d'encre ».